# Oecetis bullata
Oecetis bullata là một loài Trichoptera trong họ Leptoceridae. Loài này phân bố ở Oriëntaals en het vùng cổ bắc giới.